# Ломонос бурый
Ломонос бурый (лат. Clematis fusca) — вид цветковых растений рода Ломонос (Clematis) семейства Лютиковые (Ranunculaceae).

## Этимология
Русское название рода «ломонос» произошло от способности волосков плодов-семянок ломоноса восточного (Clematis orientalis) попадать в нос человека и вызывать неприятные ощущения. По другим источникам название рода связвно с неприятным запахом некоторых видов. 
Латинское научное название рода Clématis происходит от др.-греч. κληματίς, clēmatís — «вьющееся растение», что в свою очередь образовано от  др.-греч. κλήμα, klḗma — «веточка, росток, усик». В садоводстве (и в русском языке) закрепилась неверная форма ударения в научном названии рода — клема́тис.

## Ботаническое описание
Полукустарниковая лиана высотой до 2 м.
Листья с 5—7 листочками; листочки от яйцевидных до удлинённо-яйцевидных, длиной 3—7 см, постепенно заострённые, при основании закруглённые или сердцевидные, цельнокрайные, зубчатые или рассеченные на 2—3-дольки, голые или снизу опушённые.
Цветки одиночные, бокальчато-колокольчатые, поникающие на коротких толстых цветоножках; чашелистики в числе 4—6, продолговато-яйцевидные, длиной 2—2,5 см, со слегка завёрнутыми концами, грязно-фиолетовые, бурые, красные или коричневые, сверху буро-волосистые или почти голые и только по краю белоопушенные, на внутренней стороне голые.
Семянки широко-ланцетные, плоские, опушённые, с перистым, буро-жёлто-опушённым носиком длиной до 3 см.
Цветение в июне — июле. Плодоношение в августе — сентябре.

## Распространение и экология
В природе ареал вида охватывает Восточную Сибирь и Дальний Восток.
Произрастает на лугах и в прибрежных лесах.

## Значение и применение
Ценное медоносное растение. Хорошо посещается пчёлами для сбора нектара и пыльцы. Сахаропродуктивность 100 цветков в 70—75  мг. Посещается пчёлами на протяжении всего дня.

## Классификация

### Таксономия
Вид Ломонос бурый входит в род Ломонос (Clematis) трибы Anemoneae подсемейства Лютиковые (Ranunculoideae) семейства Лютиковые (Ranunculaceae) порядка Лютикоцветные (Ranunculales).
|  |                       |  |                                          |                                          |                        |  | ещё 4 подсемейства (согласно Системе APG II) | ещё 4 подсемейства (согласно Системе APG II) |                                      |  |  |  | ещё 6 родов       | ещё 6 родов       |  |  |
|  |                       |  |                                          |                                          |                        |  | ещё 4 подсемейства (согласно Системе APG II) | ещё 4 подсемейства (согласно Системе APG II) |                                      |  |  |  | ещё 6 родов       | ещё 6 родов       |  |  |
|  |                       |  |                                          | семейство Лютиковые                      |                        |  |                                              |                                              | триба Anemoneae                      |  |  |  |                   | вид Ломонос бурый |  |  |
|  |                       |  |                                          | семейство Лютиковые                      |                        |  |                                              |                                              | триба Anemoneae                      |  |  |  |                   | вид Ломонос бурый |  |  |
|  | порядок Лютикоцветные |  |                                          |                                          | подсемейство Лютиковые |  |                                              |                                              | род Ломонос                          |  |  |  |                   |                   |  |  |
|  | порядок Лютикоцветные |  |                                          |                                          |                        |  |                                              |                                              |                                      |  |  |  |                   |                   |  |  |
|  |                       |  | ещё 9 семейств (согласно Системе APG II) | ещё 9 семейств (согласно Системе APG II) |                        |  |                                              | ещё 8 триб (согласно Системе APG II)         | ещё 8 триб (согласно Системе APG II) |  |  |  | ещё 230—250 видов |                   |  |  |
|  |                       |  |                                          | ещё 9 семейств (согласно Системе APG II) |                        |  |                                              |                                              | ещё 8 триб (согласно Системе APG II) |  |  |  |                   |                   |  |  |

### Представители
В рамках вида выделяют ряд форм:
- Clematis fusca f. ajanensis Regel & Til. — стебли прямостоящие, высотой 30—40 см, с 1—2 цветками;
- Clematis fusca f. manshurica Regel — чашелистики снаружи густо опушённые бурыми волосками;
- Clematis fusca f. violacea Maxim. — чашелистики грязно-фиолетовые, почти голые;
- Clematis fusca f. umbrosa Кот. — чашелистики бурые, с чёрными жилками и волосками.